# Turkiets ambassad i Stockholm
Turkiets ambassad i Stockholm (turkiska: Türkiye'nin Stockholm Büyükelçiliği) är Turkiets diplomatiska representation i Sverige. Sedan 2022 är Yönet Can Tezel ambassadör.
Ambassaden vill bland annat främja turkiska intressen i Sverige. Ambassaden spelar också en viktig roll när det gäller utvecklingsarbete och kulturella frågor.
Ambassaden är belägen i Villa Bonde på Dag Hammarskjölds väg 20 i Diplomatstaden, Stockholm. Ambassaden disponerar även Villa Hjorth vid Dag Hammarskjölds väg 26, troligen som den turkiske ambassadörens residens.

## Beskickningschefer
Genom åren har följande personer varit beskickningschefer:
- 2009–2013 Zergün Korutürk (ambassadör)
- 2013–2017 Ömer Kaya Türkmen (ambassadör)
- 2017–2022 Hakkı Emre Yunt (ambassadör)
- 2022-     Yönet Can Tezel (ambassadör)